# Marcin Lewandowski
Marcin Przemysław Lewandowski (* 13. Juni 1987 in Stettin) ist ein ehemaliger polnischer Leichtathlet, der sich auf den Mittelstreckenlauf spezialisiert hat. Seine größten Erfolge sind die Siege über 800 und 1500 Meter bei Europameisterschaften im Freien und in der Halle sowie die Bronzemedaille über 1500 Meter bei den Weltmeisterschaften 2019. In den Jahren 2005–2010 war er als Sportler eines Sportklubs in Police (Pölitz) (Woiwodschaft Westpommern) aktiv, dann auch in Bydgoszcz.

## Sportliche Laufbahn
Erste internationale Erfahrungen sammelte Marcin Lewandowski im Jahr 2005, als er bei den Junioreneuropameisterschaften in Kaunas im 1500-Meter-Lauf in 3:49,08 min den siebten Platz belegte. Im Jahr darauf erreichte er bei den Crosslauf-Weltmeisterschaften 2006 in Fukuoka nach 12:03 min Rang 90 im Kurzrennen. Anschließend belegte er bei den Juniorenweltmeisterschaften in Peking in 1:48,25 s den vierten Platz im 800-Meter-Lauf. 2007 siegte er bei den U23-Europameisterschaften in Debrecen in 1:49,94 min über 800 Meter und anschließend wurde er bei der Sommer-Universiade in Bangkok in 1:47,94 min Achter. Im Jahr darauf qualifizierte er sich über 800 Meter erstmals für die Olympischen Spiele in Peking und schied dort mit 1:47,24 min im Halbfinale aus und anschließend wurde er beim IAAF World Athletics Final in Stuttgart in 1:49,40 min Vierter.
2009 belegte er bei den Halleneuropameisterschaften in Turin in 1:49,86 min den sechsten Platz und gewann anschließend bei den U23-Europameisterschaften in Kaunas in 1:46,52 min die Silbermedaille hinter seinem Landsmann Adam Kszczot. Bei den Weltmeisterschaften in Berlin stürzte er im Halbfinale nach einer Kollision zwischen dem Sudanesen Abubaker Kaki und dem Niederländer Bram Som. Nach einem Protest der polnischen Mannschaftsleitung wurde er ebenso wie Bram Som für das Finale zugelassen, wo er in 1:46,17 min den achten Platz belegte. 2020 wurde er bei den Bislett Games in Oslo in 1:44,56 min Dritter und auch bei der Team-Europameisterschaft in Bergen lief er nach 1:45,74 min auf Platz drei ein. Anschließend siegte er bei den Europameisterschaften in Barcelona in 1:47,07 min. Daraufhin siegte er beim Bauhaus Galan in Stockholm in 1:45,06 min und wurde beim Continentalcup in Split in 1:4,81 min Zweiter hinter dem Kenianer David Rudisha. 2011 gewann er bei den Halleneuropameisterschaften in Paris in 1:48,23 min die Silbermedaille über 800 Meter hinter seinem Landsmann Adam Kszczot und Ende Juni wurde er bei der Athletissima in Lausanne in 1:45,01 min Zweiter, ehe er bei den Militärweltspielen in Rio de Janeiro in 1:45,77 min die Goldmedaille gewann. Daraufhin erreichte er bei den Weltmeisterschaften in Daegu das Finale und belegte dort in 1:44,80 min den vierten Platz. Im Jahr darauf gelangte er bei den Hallenweltmeisterschaften in Istanbul das Halbfinale über 800 Meter und konnte dort sein Rennen nicht beenden. Ende Mai wurde er bei der Golden Gala in Rom in 1:44,64 min Zweiter und erreichte Anfang August gelangte er bei den Olympischen Spielen in London bis ins Halbfinale und schied dort mit 1:45,08 min aus.
2013 belegte er bei den Halleneuropameisterschaften in Göteborg in 3:39,19 min den vierten Platz über 1500 Meter und Anfang Juli wurde er bei der Athletissima in 1:44,31 min Dritter über 800 Meter. Anschließend erreichte er bei den Weltmeisterschaften in Moskau das Finale über 800 Meter und wurde dort in 1:44,08 min Vierter, ehe er bei Weltklasse Zürich mit neuer Bestleistung von 1:43,79 min Zweiter wurde. Im Jahr darauf war er bei den Hallenweltmeisterschaften im heimischen Sopot ein Medaillenkandidat, wurde aber im Finale wegen des Verlassens der Tartanbahn disqualifiziert. Anschließend wurde er bei den World Relays auf den Bahamas in 7:08,69 min Zweiter mit der 4-mal-800-Meter-Staffel hinter dem Team aus Kenia und mit der 4-mal-1500-Meter-Staffel erreichte er in 15:05,70 min Fünfter. Anfang Juni wurde er bei der Golden Gala in 1:44,60 min Dritter und im August belegte er bei den Europameisterschaften in Zürich in 1:45,78 min den fünften Platz, ehe er beim DN Galan in Stockholm mit 1:45,76 min auf Rang drei gelangte. Zum Saisonabschluss wurde er beim Memorial Van Damme in Brüssel in 2:15,79 min Dritter über 1000 Meter. 2015 siegte er bei den Halleneuropameisterschaften in Prag in 1:46,67 min. Anschließend wurde er bei den World Relays in 7:09,98 min erneut Zweiter in der 4-mal-800-Meter-Staffel hinter den Vereinigten Staaten und erreichte mit der Distanzstaffel in 9:24,07 min Rang vier. Anfang Juni wurde er beim British Athletics Grand Prix in Birmingham in 1:47,45 min Dritter über 800 Meter und wurde kurz darauf bei der Team-Europameisterschaft in Tscheboksary in 3:52,06 min Zweiter über 1500 Meter. Anschließend verbesserte er beim Herculis in Monaco seine Bestleistung über 800 Meter auf 1:43,72 min und schied im August bei den Weltmeisterschaften in Peking mit 1:45,34 min im Halbfinale aus. Anfang Oktober gewann er dann bei den Militärweltspielen im südkoreanischen Mungyeong in 1:46,36 min die Bronzemedaille hinter dem Saudi-Araber Ali al-Deraan und Jackson Kivuva aus Kenia. 2016 gewann er bei den Europameisterschaften in Amsterdam in 1:45,54 min die Silbermedaille hinter Landsmann Kszczot und wurde dann in 1:44,59 min Dritter beim Herculis in Monaco. Im August gelangte er bei den Olympischen Spielen in Rio de Janeiro das Finale und klassierte sich dort mit 1:44,20 min auf dem sechsten Platz.
Seit 2017 fokussiert sich Lewandowski wieder vermehrt auf den 1500-Meter-Lauf und siegte Anfang März in 3:44,82 min bei den Halleneuropameisterschaften in Belgrad. Anschließend wurde er bei den World Relays in Nassau in 7:18,74 min Dritter mit der 4-mal-800-Meter-Staffel hinter den Vereinigten Staaten und Kenia. Mitte Juni wurde er bei den Bislett Games in 3:34,60 min Dritter über 1500 Meter und siegte kurz darauf in 3:53,40 min bei der Team-Europameisterschaft in Villeneuve d’Ascq. Im August schied er bei den Weltmeisterschaften in London mit 1:45,93 min im Halbfinale über 800 Meter aus und belegte über 1500 Meter mit 3:36,02 min im Finale Rang sechs. Im Jahr darauf gewann er dann bei den Hallenweltmeisterschaften in Birmingham in 3:58,39 min die Silbermedaille hinter dem Äthiopier Samuel Tefera. Im Mai wurde er bei der Diamond League in Shanghai in 1:45,41 min Dritter über 800 Meter und im August gewann er bei den Europameisterschaften in Berlin in 3:38,14 min die Silbermedaille über 1500 Meter hinter dem Norweger Jakob Ingebrigtsen. Daraufhin wurde er beim Continentalcup in Ostrava in 3:40,42 min Zweiter hinter dem Kenianer Elijah Manangoi. 2019 verteidigte er bei den Halleneuropameisterschaften in Glasgow in 3:52,85 min seinen Titel und im Mai wurde er beim BAUHAUS-Galan in 1:46,79 min Dritter über 800 Meter und auch bei den Müller Anniversary Games in London wurde er in 1:43,74 min Dritter und kam dabei nahe an seine Bestleistung heran. Im Juni siegte er in 3:52,34 min über die Meile bei den Bislett-Games und anschließend siegte er bei der Team-Europameisterschaft in Bydgoszcz in 3:47,88 min zum dritten Mal in Folge über 1500 Meter. Anfang Oktober gewann er dann bei den Weltmeisterschaften in Doha mit neuem Landesrekord von 3:31,46 min im Finale die Bronzemedaille hinter dem Kenianer Timothy Cheruiyot und Taoufik Makhloufi aus Algerien. Anschließend schied er bei den Militärweltspielen in Wuhan mit 1:52,13 min im Vorlauf über 800 Meter aus und gewann über 1500 Meter in 3:46,61 min die Bronzemedaille hinter seinem Landsmann Michał Rozmys und Hicham Ouladha aus Marokko. 2021 gewann er dann bei den Halleneuropameisterschaften in Toruń in 3:38,06 min die Silbermedaille hinter dem Norwegen Ingebrigtsen und verzichtete dann auf einen Start über 3000 Meter. Mitte Mai siegte er in 3:35,57 min beim Ostrava Golden Spike und wurde bei den Bislett Games mit 3:49,11 min Zweiter über die Meile und stellte damit einen neuen polnischen Rekord auf. Beim Herculis verbesserte er dann auch seine Bestmarke über 1500 m auf 3:30,42 min und qualifizierte sich damit für die Olympischen Spiele in Tokio, bei denen er bis ins Halbfinale gelangte, dort aber sein Rennen nicht beenden konnte. 2022 bestritt er in der Halle seine letzten offiziellen Wettkämpfe und verkündete dann im Mai desselben Jahres seinen Rückzug vom aktiven Sport.
In den Jahren 2008 und 2010, 2014 und 2016 sowie 2019 und 2021 wurde Lewandowski polnischer Meister im 1500-Meter-Lauf sowie 2011, 2016 und 2018 über 800 Meter. Zudem wurde er 2017, 2018 und 2021 Hallenmeister über 1500 Meter und 2015 über 800 Meter, während er 2019 im 3000-Meter-Lauf siegte.

## Persönliche Bestleistungen
- 800 Meter: 1:43,72 min, 17. Juli 2015 in Monaco
  - 800 Meter (Halle): 1:45,41 min, 18. Februar 2012 in Birmingham
- 1000 Meter: 2:14,30 min, 25. August 2016 in Lausanne (polnischer Rekord)
  - 1000 Meter (Halle): 2:17,67 min, 28. Februar 2014 in Metz (polnischer Rekord)
- 1500 Meter: 3:30,42 min, 9. Juli 2021 in Monaco (polnischer Rekord)
  - 1500 Meter (Halle): 3:35,71 min, 17. Februar 2021 in Toruń (polnischer Rekord)
- 1 Meile: 3:49,11 min, 1. Juli 2021 in Oslo (polnischer Rekord)
  - 1 Meile (Halle): 3:56,41 min, 13. Februar 2019 in Athlone (polnischer Rekord)
- 2000 Meter: 4:57,09 min, 19. August 2020 in Bydgoszcz (polnischer Rekord)
  - 3000 Meter (Halle): 7:51,69 min, 30. Januar 2021 in Toruń